# Fahad Khamees
Fahad Nasser Khamees Mubarak (arabe : فهد خميس مبارك) (né le 24 janvier 1962 à Dubaï, à l'époque dans les États de la Trêve, aujourd'hui aux Émirats arabes unis) est un joueur de football international émirati, qui évoluait au poste d'attaquant.
Son frère, Nasir, était également footballeur.

## Biographie

### Carrière en sélection
Avec l'équipe des Émirats arabes unis, il joue 82 matchs (pour 37 buts inscrits)[réf. nécessaire] entre 1981 et 1993. Il figure notamment dans le groupe des sélectionnés lors de la Coupe du monde de 1990. Lors du mondial, il joue deux matchs : contre la Colombie et la Yougoslavie.
Il dispute également les Coupes d'Asie des nations de 1984 et de 1988.
Il joue enfin 12 matchs comptant pour les tours préliminaires des coupes du monde 1986, 1990 et 1994.

## Palmarès
Al Wasl
| - Championnat des Émirats arabes unis (6) : - Champion : 1981-82, 1982-83, 1984-85, 1987-88, 1991-92 et 1996-97. - Vice-champion : 1983-84, 1985-86, 1988-89, 1989-90 et 1992-93. - Meilleur buteur : 1982-83 et 1984-85. - Coupe des Émirats arabes unis (1) : - Vainqueur : 1986-87. - Finaliste : 1987-88. |  | - Coupe de la UAEFA (1) : - Vainqueur : 1993. |